# Зозулі Мідвіча
«Зозулі Мідвіча» (англ. The Midwich Cuckoos) — науково-фантастичний роман англійського письменника Джона Віндема, опублікований 1957 року. Двічі, у 1960 та 1995 роках, екранізований під назвою «Село проклятих». Відомо, що Віндем розпочав роботу над продовженням роману, Midwich Main, але, написавши кілька розділів, відмовився від цієї ідеї.

## Сюжет
Роман «Зозулі Мідвіча» оповідає про колективний розум і ставлення людей до нього.
Маленьке британське село під назвою Мідвіч було звичайнісіньким селом, яких сотні і тисячі, життя в ньому століттями текло розмірено і звично, але одного разу все змінилося. Один звичайнісінький осінній день випав із життя мешканців Мідвіча. Цього дня ніхто не міг в'їхати чи увійти до села, не знепритомнівши. Мідвіч блокує армія. Експериментальним шляхом вдається з'ясувати, що навколо села виникла свого роду півсфера діаметром 2 милі (3,2 км), а повітряна фоторозвідка показує на землі, в центрі постраждалої зони, не ідентифікований сріблястий об'єкт.
Через один день ефект зникає разом із невідомим об'єктом. З'ясовується, що жителі Мідвіча проспали цілий день, перенісши його без видимих побічних ефектів. Через кілька місяців виявляється, що всі жінки села, здатні народжувати, виявилися вагітними, зі всіма ознаками того, що вагітності викликано ксеногенезом у період несвідомості.
Коли народилися 31 хлопчик та 30 дівчаток, вони виглядали нормально, за винятком незвичайних очей золотого кольору та блідої, сріблястої шкіри. Ці діти не мають генетичних характеристик їхніх батьків. У міру того, як вони ростуть, стає все очевиднішим, що вони не зовсім люди. Золотоокі діти мають телепатичні здібності і можуть керувати діями інших. Крім того, в дітей виявляється відразу два групових розуми: один для хлопчиків, а інший для дівчаток. Їхній фізичний розвиток відбувається швидше ніж у звичайних дітей; після досягнення дев'яти років вони видаються шістнадцятирічними.
Діти захищають себе як можуть, активно використовуючи керування розумом. Молодого хлопця, який випадково наїжджає на Дитину, змушують врізатися у стіну та вбити себе. Бик, який переслідував дітей, кидається у ставок і тоне. Мешканці села, зібравшись разом, намагаються спалити Мідвіч-гранж, де живуть та навчаються діти, але натомість атакують один одного.
Військова розвідка дізнається, що те саме сталося ще в чотирьох інших частинах світу, а саме, в поселенні інуїтів у канадській Арктиці, невеликому поселенні в Північній Території Австралії, монгольському селі й місті Гижинськ на сході Росії, на північний схід від Охотська. Інуїти вбили новонароджених, відчуваючи, що вони не були їхніми, монголи вбили дітей та їхніх матерів. Австралійські немовлята померли протягом кількох тижнів, що свідчить про збій процесу ксеногенезу. Російське місто нещодавно «випадково» зруйнував радянський уряд, скориставшись «атомною гарматою» з відстані 50-60 миль.
Діти знають про загрозу своїм життям і використовують свою силу, щоб запобігти прольоту над селом літаків. Під час інтерв'ю з офіцером військової розвідки діти пояснюють, що якщо існуватимуть, домінуватимуть над людством. Вони пояснюють, що вбити можливо лише разом із усім селом і пред'являють ультиматум: вони хочуть перейти в місце, де зможуть жити в безпеці.
Літній освічений житель Мідвіча Гордон Зеллабі розуміє, що дітей слід убити якнайшвидше. Оскільки йому через хворобу серця залишилося жити лише кілька тижнів, він відчуває обов'язок щось зробити. Як вчитель і наставник дітей, які дозволять йому наблизитися до них ближче, ніж інші, одного вечора він, по суті зловживши довірою до себе, приховує бомбу в проєкційному устаткуванні, за допомогою якого збирається показати дітям фільм про грецькі острови. Зеллабі підриває бомбу, вбиваючи себе та всіх дітей.

## Основні персонажі
- Гордон Зеллабі — вчений.
- Річард Гейфорд — письменник і оповідач.
- Бернард Весткотт — посередник між Мідвічем та військовими.

## Назва
«Зозуля» в назві роману відсилає до птаха, близько 60 видів якого є гніздовими паразитами, відкладаючи яйця в гнізда інших птахів, причому найвідомішим прикладом є європейська звичайна зозуля. Ці види відтворюються лише в такий спосіб. Зозуленя вилуплюється раніше, ніж господарські пташенята, і росте швидше; у більшості випадків зозуленя викидає з гнізда яйця або пташенят господаря, одночасно заохочуючи господаря задовольняти його високі темпи росту.

## Критика
Американський критик та письменник-фантаст Деймон Найт писав, що роман Віндема смертельно серйозний і смертельно нудний. Оглядач журналу Galaxy Science Fiction Флойд До. Гейл похвалив роман як «найнепоказнішу і добре написану історію вторгнення». Томас М. Вагнер із SFReviews.net приходить до висновку, що роман «залишається добре читаним, попри деякі явно застарілі елементи».

## Екранізації
Вперше роман екранізовано 1960 року під назвою «Прокляте селище» зі сценарієм, досить близьким до книги. Незабаром після цього з'явився сиквел «Діти проклятих».
1981 року компанія Metro-Goldwyn-Mayer збиралася зняти ремейк, але пізніше скасувала знімання. Крістофер Вуд, відомий як автор адаптацій двох романів про Джеймса Бонда, вже писав сценарій для продюсера Лоуренса П. Бахмана, коли Гільдія письменників західної Америки (англ. Writers Guild of America West) оголосила страйк від початку року, що тривав три місяці.
1994 році в Таїланді було знято фільм Kawao Thi Bang Phleng («Чорні дрозди в Банглензі»), по суті, локалізовану версію історії Віндема. Картина ґрунтується на романі 1989 року тайського письменника і політика Кукрита Прами, у свою чергу, заснованого на невизнаних значних запозиченнях із книги Віндема. У тайській версії є відмінності через конфронтацію між інопланетним інтелектом та буддійською філософією.
1995 року Джон Карпентер зняв ремейк фільму 1960 року, причому знімання проходили в Мідвічі, штат Каліфорнія.